# جی دیویدسون
جی دیویدسون (انگلیسی: Jaye Davidson؛ زادهٔ ۲۱ مارس ۱۹۶۸) هنرپیشه اهل ایالات متحده آمریکا است.
از فیلم‌هایی که وی در آن نقش داشته است، می‌توان به بازی گریه اشاره کرد.

## جوایز
- کاندیدای بفتای بهترین بازیگر مکمل مرد برای فیلم بازی گریه در سال ۱۹۹۲